# Гизела (дочь Пипина Короткого)
Гизела (757, неизвестно — 810, Шелль, метрополия Франции) — старшая дочь Пипина Короткого и Бертрады Лаонской, сестра Карла Великого и Карломана. Гизела была обручена с принцем Львом (будущий Лев IV Хазар), сыном византийского императора Константина V, однако помолвка была разорвана.
Биограф Карла Великого Эйнхард утверждает, что Гизела посвятила себя церкви с детства. Она стала монахиней в аббатстве Шелля, где в конце концов стала аббатисой. Будучи настоятельницей, Гизела курировала одну из самых плодовитых монашеских скрипторий, действующих в восьмом и девятых веках. По словам Эйнхарда, у неё были хорошие отношения со своим братом Карлом Великим, который «относился к ней с тем же уважением, которое он проявлял к своей матери». Она умерла в 810 году в монастыре, где служила большую часть своей жизни.
Алкуин был её близким другом. Последние две книги своего комментария к Евангелию от Иоанна он посвятил ей и её племяннице Ротруде .
Карл Великий и его жена Хильдегарда из Винцгау также назвали дочь Гизела.